# Las Catarinas, Zacatecas
Las Catarinas är en ort i Mexiko.   Den ligger i kommunen Fresnillo och delstaten Zacatecas, i den centrala delen av landet, 500 km nordväst om huvudstaden Mexico City. Las Catarinas ligger 2 093 meter över havet och antalet invånare är 1 535.
Terrängen runt Las Catarinas är en högslätt. Runt Las Catarinas är det ganska glesbefolkat, med 29 invånare per kvadratkilometer. Närmaste större samhälle är Víctor Rosales, 18,1 km sydväst om Las Catarinas. Omgivningarna runt Las Catarinas är i huvudsak ett öppet busklandskap.